# Tierras de al-Kiraa'
Las tierras de al-Kiraa' (أرض الكراع 'ard al-kiraa' «tierras del pastor») es una región árida al noreste de as-Sueida, en la Gobernación de as-Sueida, que se encuentra en la parte más meridional de Siria. Geográficamente limita con dos regiones montañosas: Monte al-Safa al noreste y el Monte Druso al suroeste. Todos se engloban en la ecorregión del Desierto Sirio.
Las piedras negras de basalto de diferentes formas y tamaños abundan en la región, configurando su paisaje típicamente árido y negro. Esto es resultado de su naturaleza volcánica. Las cuevas también son abundantes en al-kiraa'. El área se formó a partir de las erupciones volcánicas históricas de los volcanes del Monte Druso durante el Paleolítico Superior (hace unos 40.000 años).